# Михалево (Грязовецкий район)
Михалево — деревня в Грязовецком районе Вологодской области России.
Входит в состав Перцевского муниципального образования, с точки зрения административно-территориального деления — в Перцевский сельсовет.
Расстояние по автодороге до районного центра Грязовца — 13 км, до центра муниципального образования Слободы — 13 км. Ближайшие населённые пункты — Санниково, Долотово, Палкино.
По переписи 2002 года население — 6 человек.